# 88 Wood Street

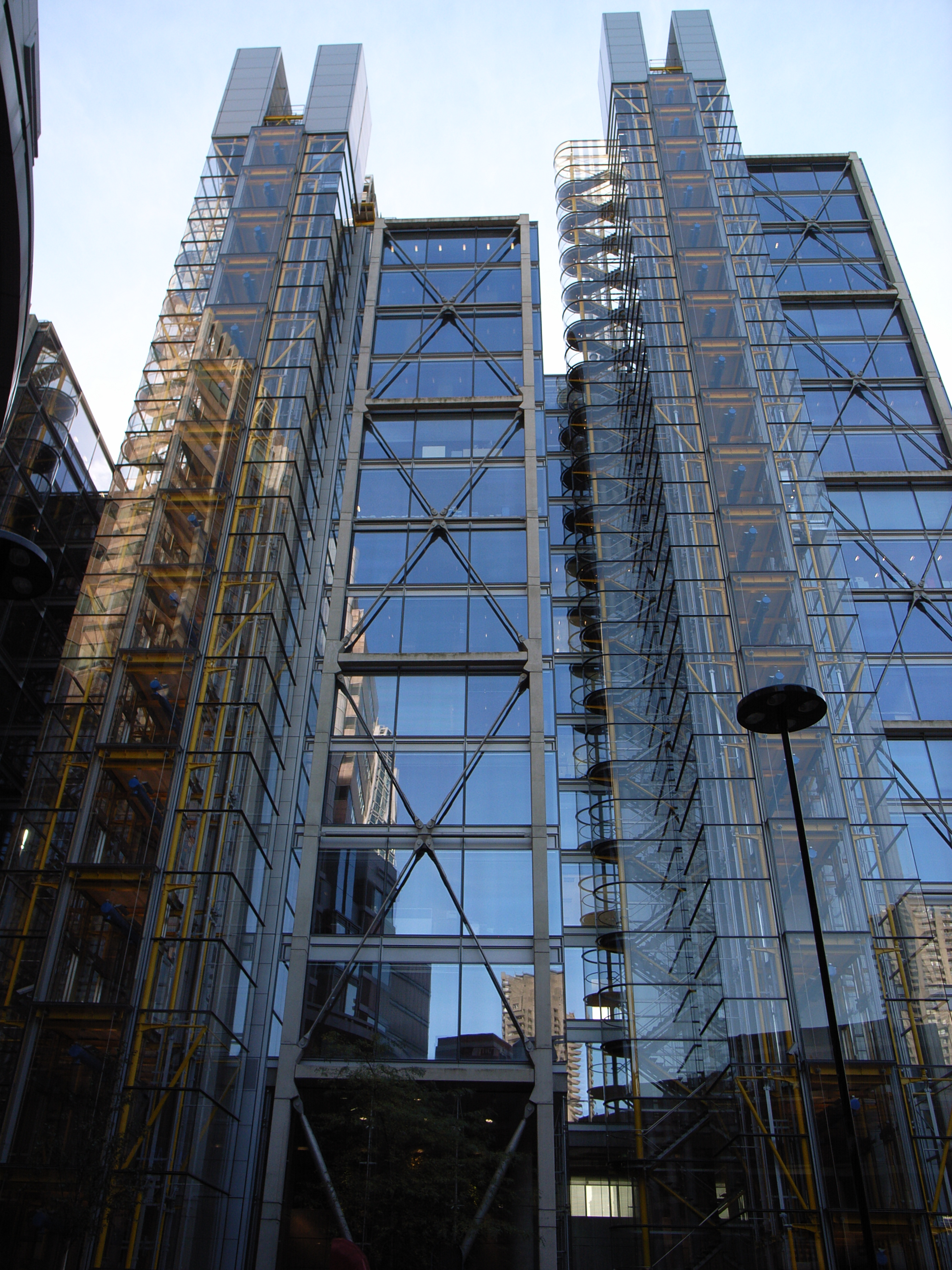
88 Wood Street.

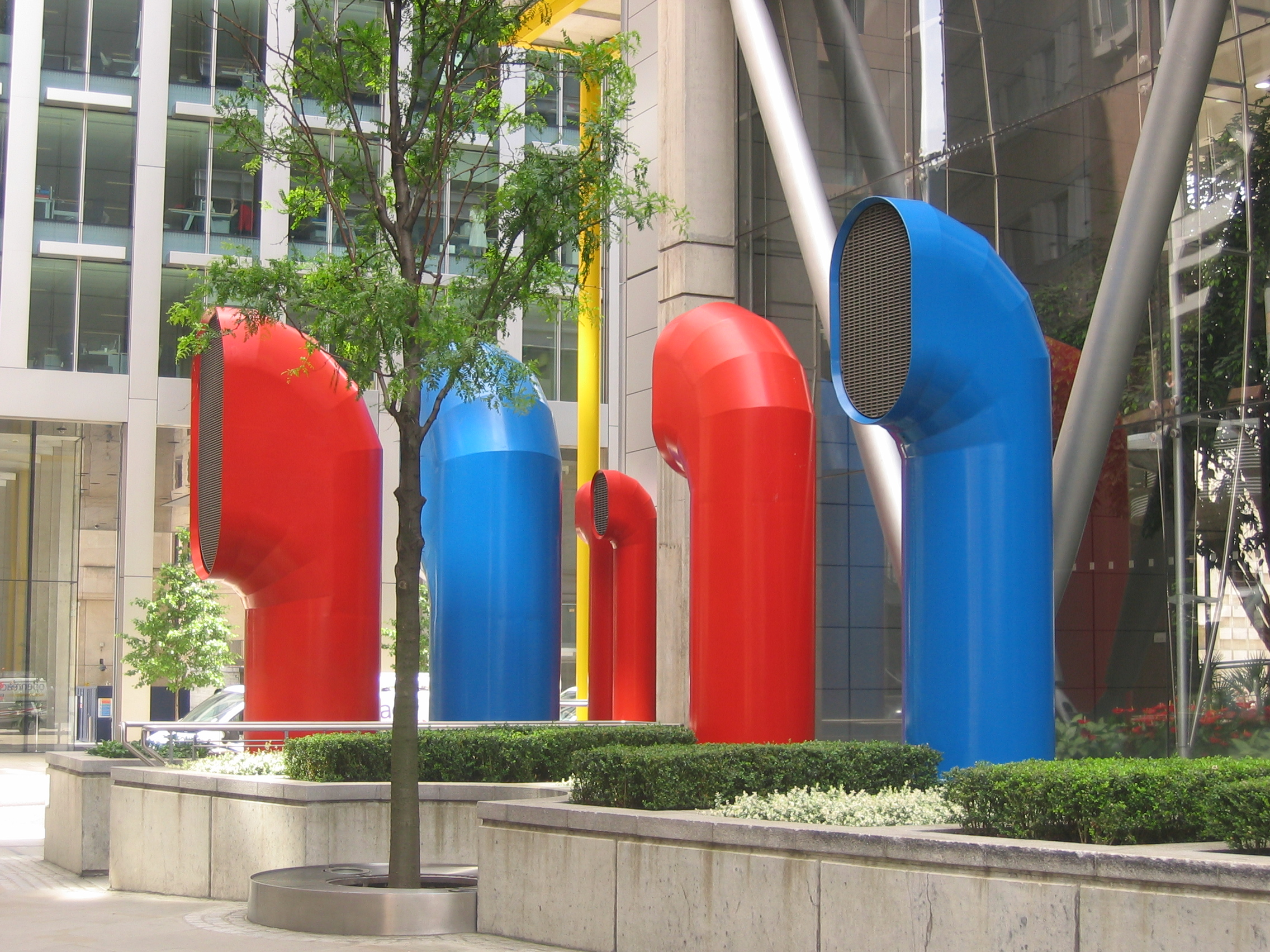
Funis de ventilação no prédio 88 Wood Street.

88 Wood Street é um arranha-céu comercial localizado na Wood Street, em Londres.
Projetado pelo arquiteto Richard Rogers, o edifício foi construído entre 1993 e 2001. A estrutura de 18 andares tem um espaço de escritório de 33 000 m2 (355 209 sq ft).